# 植物园站 (乌鲁木齐市)
植物园站（維吾爾語：ئۆسۈملۈكلەر باغچىسى بېكىتى‎‎，拉丁维文：Ösümlükler Baghchisi békiti）是乌鲁木齐地铁1号线的地铁车站，位于中国新疆维吾尔自治区乌鲁木齐市新市区北京北路与喀什路交叉口，于2018年10月25日开通。

## 车站结构

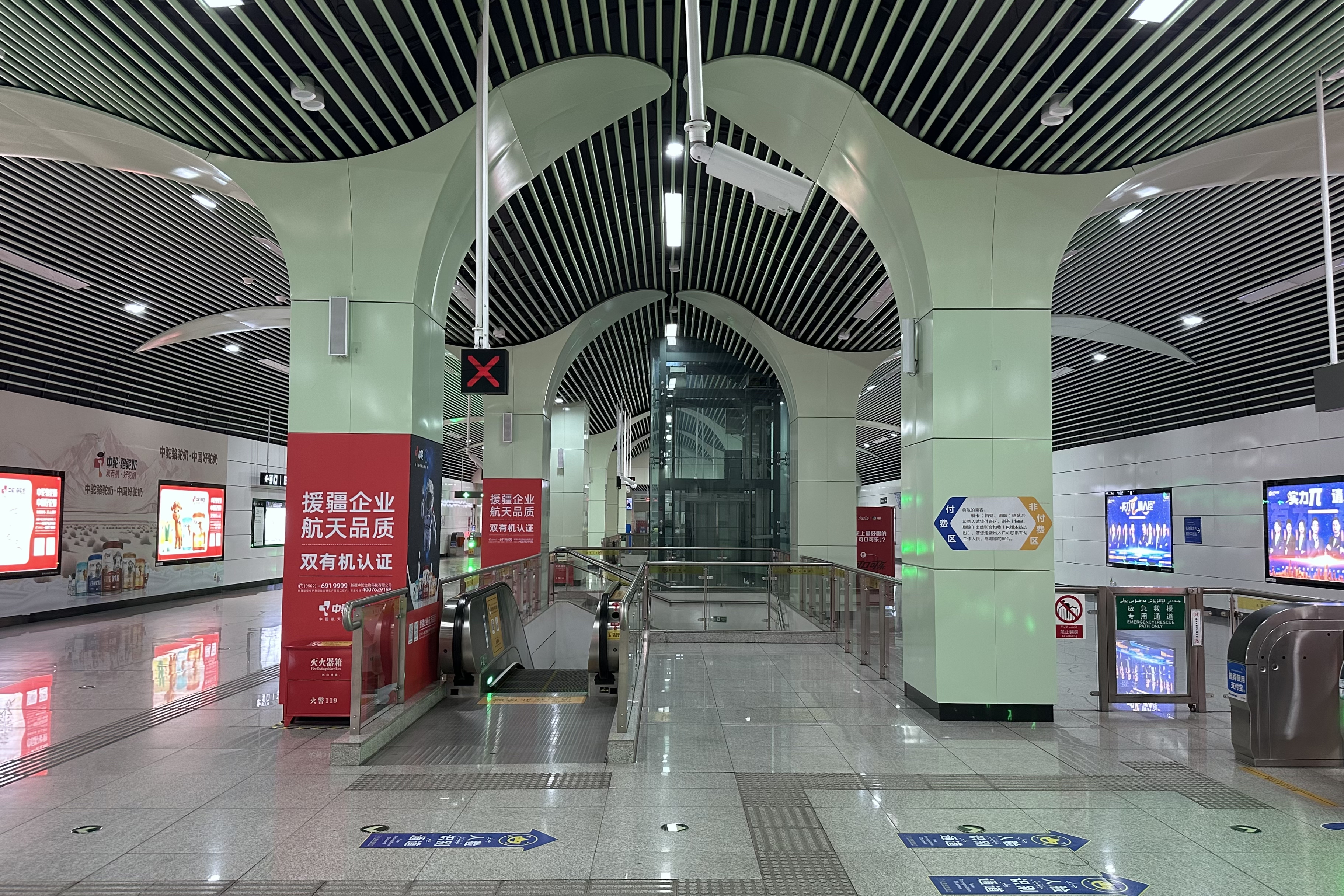
站厅

植物园站沿北京北路南北向设置，为地下二层岛式站台车站，车站长229米，标准段宽21.9米，车站地下一层为站厅层，地下二层为站台层，站台设置全高站台门。
| 地面              | 出入口 | A、B、C出入口                                                                                                   |
| 地下一层          | 站厅   | 客服中心、自动售票机、验票机                                                                                    |
| 地下二层          | 站台   | \| \| \| █ 1号线往国际机场（迎宾路口） \| \| 島式 · 開左邊车门 \| \| \| \| \| \| █ 1号线往三屯碑（体育中心） \| |
|                   |        | █ 1号线往国际机场（迎宾路口）                                                                                   |
| 島式 · 開左邊车门 |        | |
|                   |        | █ 1号线往三屯碑（体育中心）                                                                                     |

## 车站出口

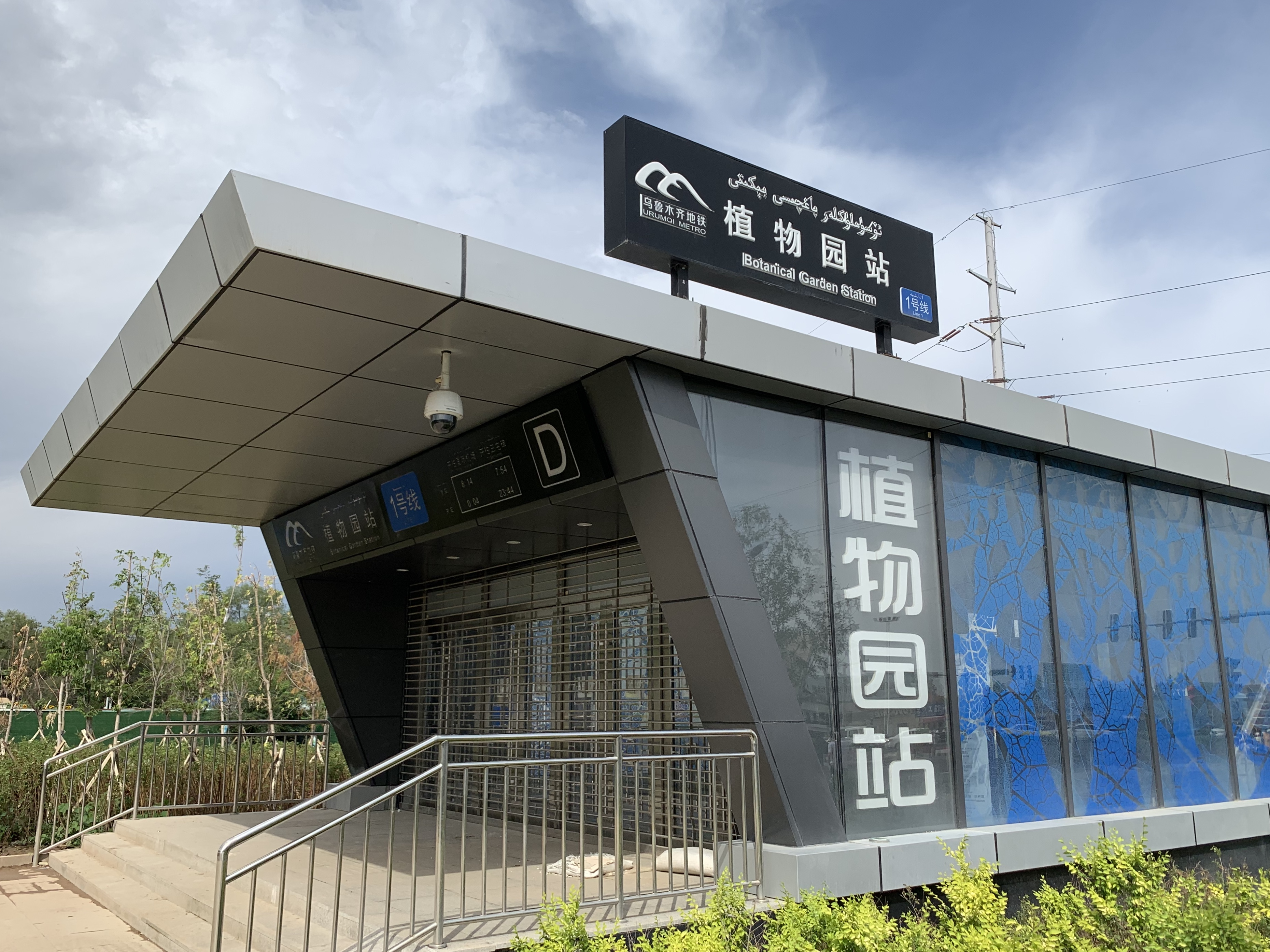
车站未开放的D出入口

植物园站目前开放3个出入口，各出口及周围设施如下所示：
| 编号                | 出入口信息                         | 照片 | 无障碍设施 |
| ------------------- | ---------------------------------- | ---- | ---------- |
| A · 出口            | 北京北路西侧，青少年出版社         |      | 不適用     |
| B · 出口 · （设有） | 北京北路东侧，乌鲁木齐高新吾悦广场 |      |            |
| C · 出口            | 北京北路东侧，乌鲁木齐市植物园     |      | 不適用     |
| 图例： 设有         |                                    |      |            |

## 接驳交通

### 公交车
- 植物园：54路，56路，152路，304路，535路，6301路，BRT1路，D005路，D013路，S305路
- 植物园西：BRT4路

## 车站历史
- 2014年8月17日，车站正式开工[2]。
- 2018年10月25日，车站随1号线北段通车开通[1]。
- 2020年
  - 2月2日，受新冠疫情影响，车站暂停运营[3]。3月11日，车站恢复运营[4]。
  - 7月16日，受新冠疫情影响，车站暂停运营[5]。9月20日，车站恢复运营[6]。